# Остання
Остання — перший сингл українського гурту «Друга Ріка» з майбутнього восьмого студійного альбому. Радіопрем'єра відбулася 6 вересня 2021 року. На офіційному YouTube каналі гурту з'явилося лірик-відео 10 вересня .

## Про сингл
Як зазначили самі музиканти :
|                                 | Пісня про минуле, про першу гітару, про перший вірш, про перші фальшиві ноти, перше дихання у такт, вперше зіграну пісню... |
| — Валерій Харчишин, лідер гурту | |

|                                 | Остання - означає «остання», не плутати з «крайньою» - людиною, що стоїть в черзі. Для вживаючих слово «крайня» замість слова «остання», в пеклі відведено спеціальне крайнє місце |
| — Валерій Харчишин, лідер гурту | |

|                                 | «Дівчина - збірний образ. У кожного була «своя дівчина», що «надихнула». Йдеться про відвідувачів наших репетицій. Тоді ми гуртувалися, як ніколи, щоб зіграти «вместє». У когось дівчиною була подруга, у когось - пляшка пива, у когось - хлопець». «Остання» про ту, яка надихає і зараз. |
| — Валерій Харчишин, лідер гурту | |

|                                          | ОСТАННЯ - це не кінець. Це про початок. Початок нашої подорожі у світі музики. |
| — Олександр Барановський, гітарист гурту |                                                                                |

|                                | Ми хотіли, аби пісня викликала спогади про те, що для кожного з нас було випробуваннями, поразками, перемогами і справжніми почуттями. Вона про те, що востаннє вилітає з нашої пам‘яті. Точніше залишається назавжди з нами. |
| — Шура (Гера), клавішник гурту | |

## Лірик- відео
На офіційному YouTube каналі гурту з'явилося ліріик-відео 10 вересня. На ньому окрім тесту пісні фігурують різноманітні локації - у тому числі й розташовані у рідному для музикантів місті Житомир.
|                                    | Дане лірик-відео було відзнято у місцях, пов’язаних з історією гурту. Вони близькі до моєго серця, до моїх спогадів… |
| — Дорошенко Олексій, ударник гурту | |

## Список композицій
| #  | Назва     | Тривалість |
| -- | --------- | ---------- |
| 1. | «Остання» | 4:15       |

## Учасники запису
- Валерій Харчишин — вокал
- Олександр Барановський — гітара
- Дорошенко Олексій — ударні
- Біліченко Сергій — гітара
- Сергій Гера (Шура) — клавішні
- Андрій Лавриненко — бас-гітара

## Чарти
| Чарт (2021)    | Позиція |
| -------------- | ------- |
| Ukraine Top 40 | 28      |
| Ukraine Top 20 | 19      |
| Rock Top 20    | 7       |